# Theresa May
Theresa Mary May (nume la naștere Theresa Mary Brasier; n. 1 octombrie 1956, Eastbourne, Anglia, Regatul Unit) este o politiciană britanică, membră a partidului Conservator. Începând cu 1997 este membră a Parlamentului pentru circumscripția Maidenhead. Din 2010 până în 2016 a fost ministru de Interne (Home Secretary). Din 13 iulie 2016 până în 24 iulie 2019 a fost prim-ministrul Regatului Unit.

## Carieră
S-a născut în 1956 în Eastbourne, Sussex. Tatăl său, reverendul Hubert Brasier, era un vicar anglican.
A studiat la Holton Park Girls' Grammar School, apoi la St Hugh's College de Oxford, absolvind în 1977, unde l-a întâlnit pe viitorul ei soț, Philip May.
Și-a început cariera la banca Angliei, apoi a lucrat la Association for Payment Clearing Service (Asociația pentru Servicii de Execuție de Plăți), o asociație profesională pentru societății de plăți prin card de credit. Din 1986 până în 1994 a fost și consilier local conservator pentru burgul londonez Merton. A fost aleasă MP pentru Maidenhead din cadrul alegerilor generale din 1997 și a devenit purtător de cuvânt fantomă pentru școli, persoanele cu handicap și femei în echipa din opoziție a lui William Hague. Apoi a ocupat diferite poziții fantomă sub conducerea lui Iain Duncan Smith, al lui Michael Howard și al lui David Cameron. În 2002 a devenit prima femeie președinte a Partidului Conservator și s-a alăturat consiliului privat al Majestății Sale. În 2005, a devenit liderul fantomă al Camerei Comunelor.
În luna mai 2010 a fost numită Ministru de Interne (Home Secretary) și Ministru al Femeilor și Egalității în guvernul lui David Cameron. Astfel a devenit cea de-a patra femeie care a ocupat una dintre cele mari demnități de stat (Great Offices of State), după Margaret Thatcher, Margaret Beckett și Jacqui Smith. Este și ministrul de interne cu cea mai mare vechime din ultimii 50 de ani. La acest post s-a ocupat de poliție, siguranță națională și imigrație. A introdus niște venituri minime pentru ca lucrătorii non-UE să rămână în Regatul Unit. A încercat să limiteze libera circulație a persoanelor din cadrul ridicării restricțiilor pe piața muncii pentru români și bulgari, dar a trebuit să renunțe la proiectul unui plafon privind numărul de imigranți din Uniunea Europeană.  I-a deportat pe predicatorii radicali Abu Qatada și Abu Hamza și a interzis intrarea în Regatul Unit a altor clerici musulmani acuzați de instigare la ură.
În cadrul referendumului privind apartenența Regatului Unit la Uniunea Europeană, s-a pronunțat pentru rămânere, dar a pledat pentru ieșirea din Convenția Europeană a Drepturilor Omului. În iunie 2016 și-a anunțat candidatura la conducerea Partidului Conservator după demisia lui David Cameron. După ce Boris Johnson, Michael Gove și Andrea Leadsom s-au retras succesiv din cursă, a rămas singura candidată. A fost numită prim-ministru al Regatului Unit pe 13 iulie 2016.

## Legături externe
- en  www.tmay.co.uk, site-ul oficial
- en  Rt Hon Theresa May MP, Secretary of State for the Home Office
- en  Rt Hon Theresa May MP : www.parliament.uk